# Спайність

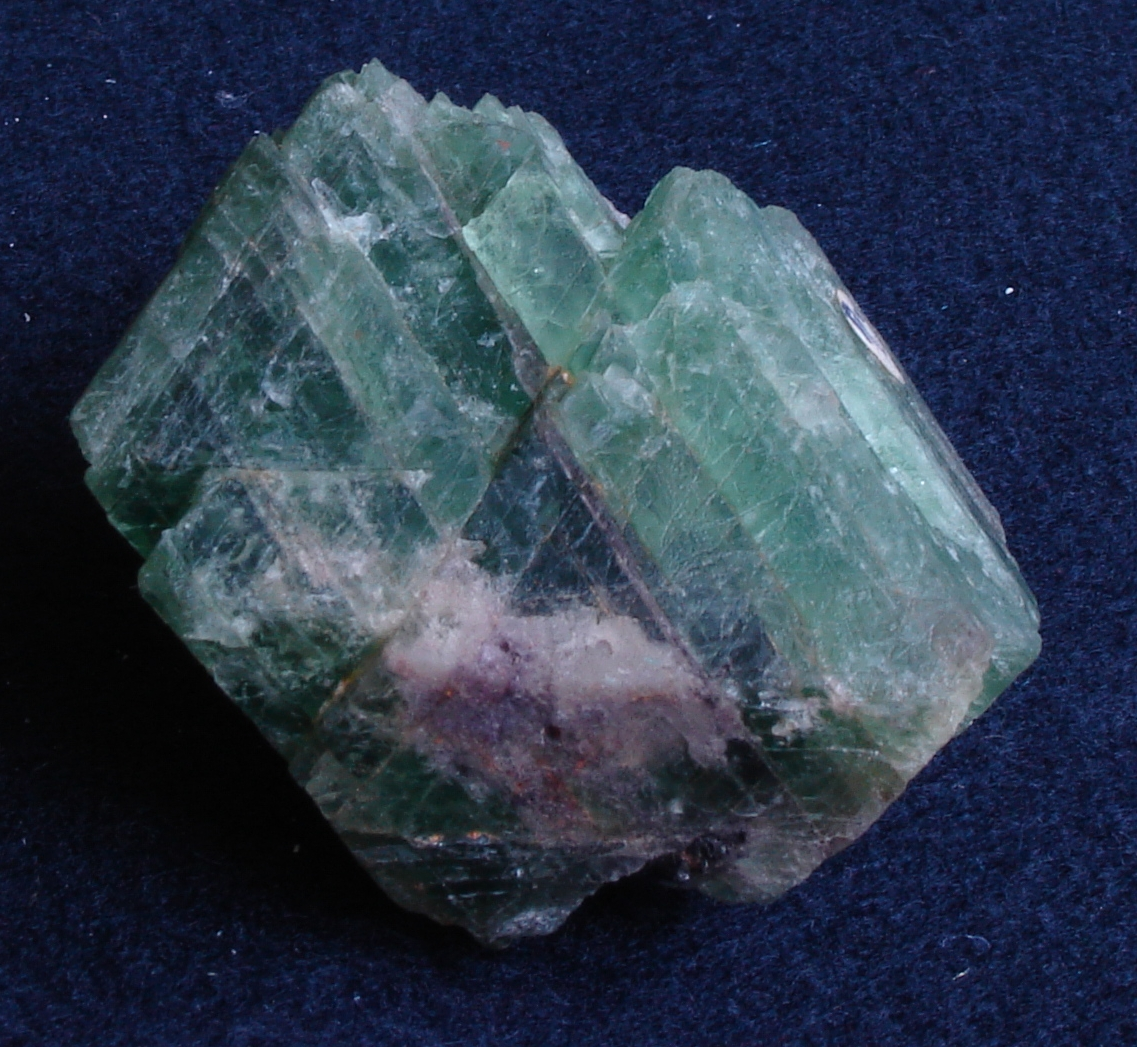
Зелений флюорит з досконалою спайністю

Спа́йність — здатність кристалів мінералу розколюватися по певних кристалографічних напрямах з утворенням гладких паралельних поверхонь, званих площинами спайності. 

## Опис
Спайність — здатність кристалів розколюватись при механічній дії по певних площинах, паралельних дійсним або можливим граням, з утворенням дзеркальних поверхонь. Зумовлюється силами зчеплення в кристалічних ґратках. Важлива діагностична ознака мінералів. Різні мінерали мають спайність різного ступеня досконалості.
Розрізнюють спайність мінералів: цілком досконалу — кристали легко розщеплюються (слюда, хлорит тощо); досконалу — кристали розколюються, утворюючи гладенькі блискучі поверхні (кальцит, флюорит, польовий шпат); середню (ясну) — на уламках мінералу нарівні з нерівними поверхнями виразно видно і гладенькі блискучі поверхні (наприклад, піроксени); недосконалу (або взагалі відсутню) — зерна мінералів обмежені неправильними поверхнями, за винятком граней кристалів (наприклад, кварц, пірит). Нерідко один і той же мінерал має дек. (до 6 у сфалериту) по-різному орієнтованих площин С.м, що розрізнюються за ступенем досконалості. Число площин С.м. залежить від симетрії (сингонії) кристала. Спайність належить до найважливіших діагностичних ознак мінералів.
Спайність виникає в тих напрямах, де хімічні зв'язки ґратки ослаблені. Вона обумовлена внутрішньою структурою мінералу і не залежить від зовнішньої форми кристала або зерна мінералу. Щоб схарактеризувати спайність визначають:
- ступінь її досконалості;
- просту форму, по якій кристал розколюється;
- в деяких випадках указують кут між площинами спайності.

Ступінь досконалості спайності визначають за наступною умовною шкалою:
- вельми досконала — мінерал легко розколюється або розщеплюється на тонкі пластинки або листи (мінерали з шаруватою структурою: слюда, графіт та ін.);
- досконала — кристали розколюються на товстіші пластинки, бруски з рівними поверхнями (кальцит, галеніт, ортоклаз);
- середня — поверхня сколу не завжди рівна і блискуча;
- недосконала — виявляється насилу, поверхня сколу нерівна (апатит, нефелін).

Ряд мінералів не має спайності (магнетит тощо).
Залежно від простої кристалографічної форми кристал може розколюватися за одним, двома, трьома і більше напрямками:
- за пінакоїдом — 1 напрям;
- за ромбічною або тетрагональною призмою — 2;
- за гексагональною призмою — 3;
- за ромбоедром і кубом — 3;
- за октаедром — 4;
- за ромбододекаедром — 6.

Спайність — важлива діагностична ознака мінералів.

## Староукраїнські форми терміна
ЛУПИНА, -и, ж. ЛУПНІСТЬ, -ості, ж, ПРОЛУПА, -и, ж. (рос. спайность, англ. cleavage, нім. Mineralienspaltbarkeit f, Spaltrissigkeit f) – староукраїнська назва спайності мінералів.